# Recale
Recale is een gemeente in de Italiaanse provincie Caserta (regio Campanië) en telt 7264 inwoners (31-12-2004). De oppervlakte bedraagt 3,2 km², de bevolkingsdichtheid is 2380 inwoners per km².

## Demografie
Recale telt ongeveer 2535 huishoudens. Het aantal inwoners steeg in de periode 1991-2001 met 9,7% volgens cijfers uit de tienjaarlijkse volkstellingen van ISTAT.
| Jaar | Inwoneraantal |
| ---- | ------------- |
| 1991 | 6513          |
| 2001 | 7147          |

## Geografie
Recale grenst aan de volgende gemeenten: Capodrise, Casagiove, Casapulla, Caserta, Macerata Campania, Portico di Caserta, San Nicola la Strada.